# Soleil de nuit
Pour plus de détails, voir Fiche technique et Distribution.
Soleil de nuit (titre original : White Nights) est un film américain réalisé par Taylor Hackford, sorti en novembre 1985.

## Synopsis
Volant vers Tokyo, un long courrier doit se poser d'urgence en Sibérie. À son bord,  Nikolai « Kolya » Rodchenko (Baryshnikov), danseur de Ballet ayant fui l'URSS huit ans plus tôt et, pour ce fait, condamné par contumace. Rodchenko, grièvement blessé est transporté à l'hôpital où il est reconnu par l'officier du KGB le Colonel Chaiko (Jerzy Skolimowski), soviétique enragé et pervers. Chaiko place alors le transfuge sous la garde d'un danseur de claquettes Raymond Greenwood (Hines), Afro-Américain, pacifiste convaincu qui a, lui, passé le rideau de fer dix ans plus tôt après son refus de combattre au Vietnam.
Chaiko veut que Rodchenko danse l'ouverture de la saison au Kirov, marquant ainsi la suprématie de la culture russe sur la culture américaine. Greenwood doit convaincre Rodchenko. Ils arrivent bientôt à Leningrad où Rodchenko retrouve son appartement, le Kirov de ses débuts et Galina Ivanova (Mirren), sa partenaire et premier amour. La ballerine qui n'a pas suivi Rodchenko jadis et lui fait grief de son abandon ne tarde pourtant pas à se faire complice de son projet d'évasion. Elle alerte elle-même l'ambassade américaine et un plan de sauvetage se met en branle.
Apprenant que sa femme Darya (Rossellini) est enceinte, et refusant que son enfant grandisse en URSS, Greenwood décide de fuir lui aussi. Les trois amis s'évaderont donc ensemble. Au dernier moment, Raymond Greenwood se fait attraper car il choisit de rester en arrière afin de retarder Chaiko pour permettre à Nikolai et Darya d'arriver au consulat américain. Ce sera de justesse, Chaïko les ayant rejoints ne pouvant intervenir en force devant les caméras des représentants de pays neutres. Raymond sera finalement échangé avec un autre prisonnier. Il retrouve sa femme et Nikolai. Chaïko a perdu la partie et la face.

## Fiche technique
- Titre français : Soleil de nuit
- Titre original : White Nights
- Réalisation : Taylor Hackford
- Scénario : James Goldman et Eric Hughes
- Chorégraphies : Twyla Tharp et Roland Petit
- Photographie : David Watkin
- Décors : Philip Harrison
- Costumes : Evangeline Harrison
- Montage : Fredric Steinkamp et William Steinkamp
- Musique : Michel Colombier
- Chanson : Separate Lives - Phil Collins & Marilyn Martin
- Production : William S. Gilmore et Taylor Hackford
- Société de production : New Visions, Delphi IV Productions
- Société de distribution : Columbia Pictures
- Pays de production :  États-Unis
- Langue : anglais, russe
- Formats : Couleur - 1,85:1 - Dolby stéréo - 35 mm
- Genre : drame
- Durée : 136 minutes
- Dates de sortie :
  - États-Unis : 22 novembre 1985
  - France : 15 janvier 1986

## Distribution
- Mikhail Baryshnikov (VF : Edgar Givry) : Nikolai "Kolya" Rodchenko
- Gregory Hines (VF : Pascal Renwick) : Raymond Greenwood
- Helen Mirren (VF : Évelyn Séléna) : Galina Ivanova
- Isabella Rossellini : Darya Greenwood
- Jerzy Skolimowski (VF : Igor de Savitch) : Colonel Chaiko
- Geraldine Page (VF : Paule Emanuele) : Anne Wyatt
- John Glover (VF : Jean-Pierre Leroux) : Wynn Scott
- Stefan Gryff : Capitaine Kirigin
- Maryam d'Abo : La petite amie française
- William Hootkins : Chuck Malarek
- Shane Rimmer (VF : Michel Derain) : l'ambassadeur Larry Smith
- Daniel Benzali (VF : Jacques Deschamps (acteur)) : Dr Asher
- David Savile (VF : Georges Berthomieu) : le pilote
- Ian Liston (VF : Jacques Brunet (acteur)) : le copilote
- Benny Young (VF : Mario Santini) : l'ingénieur en vol
- Hilary Drake (VF : Jocelyne Darche) : l'hôtesse

## Distinctions

### Récompenses
- Oscar de la meilleure chanson originale pour Lionel Richie (Say You, Say Me)
- Golden Globe de la meilleure chanson originale pour Lionel Richie

### Nominations
- Oscar de la meilleure chanson originale pour Stephen Bishop (Separate Lives)
- Golden Globe de la meilleure musique de film pour Michel Colombier